# SK Dinamo Tiflis
El SK Dinamo Tiflis (en georgiano: დინამო თბილისი, Sapekhburto Klubi Dinamo Tbilisi) es un club de fútbol de Tiflis, la capital de Georgia. El club forma parte de la institución polideportiva Dinamo Tbilisi, una de las instituciones con más laureles en sus vitrinas, especialmente en fútbol, disciplina en que es predominante. Fue fundado en 1925 y juega en la Erovnuli Liga, la primera división georgiana.
El Dinamo Tbilisi fue uno de los clubes más importantes del fútbol soviético e importante competidor en la Soviet Top Liga desde prácticamente su creación en 1936. El club era entonces parte de una de las sociedades deportivas más importantes de la Unión Soviética, la sociedad deportiva Dynamo de toda la Unión, que tuvo varias otras divisiones de fútbol bajo el Ministerio soviético de Asuntos Internos. El Dinamo Tbilisi fue junto al FC Dinamo Moscú y Dinamo Kiev, los únicos clubes que nunca descendieron a la segunda división. Su entrenador más famoso fue Nodar Akhalkatsi, quien ganó con el equipo el título de campeón soviético en 1978, dos Copas de la Unión Soviética (1976 y 1979), y la Recopa de Europa en 1981. También fue asistente del entrenador de la selección nacional de la Unión Soviética durante la Copa Mundial de la FIFA en 1982. El FC Dinamo Tbilisi también es 13 veces campeón de la liga de Georgia y cuenta con nueve Copas de Georgia.
La Recopa de Europa de 1981 es su título más importante y el único con que cuenta en su palmarés a nivel internacional. El equipo batió al FC Carl Zeiss Jena de Alemania del Este por 2-1 en la final de Düsseldorf. A lo largo de su historia, el FC Dinamo Tbilisi ha dado muchos famosos jugadores soviéticos, como Boris Paichadze, Avtandil Gogoberidze, Shota Iamanidze, Tengiz Sulakvelidze, Vitali Daraselia, Vladimir Gutsaev, David Kipiani, Mikheil Meskhi, Ramaz Shengelia, Alexandre Chivadze, Slava Metreveli o Murtaz Khurtsilava. Después de la desintegración de la Unión Soviética, el Dinamo continuó nutriendo a Georgia de sus mejores talentos como Temuri Ketsbaia, Kakha Kaladze, Shota Arveladze, Giorgi Kinkladze y más recientemente como gran destacado a Khvicha Kvaratskhelia.

## Historia

### Fundación y primeros años (1925-1936)

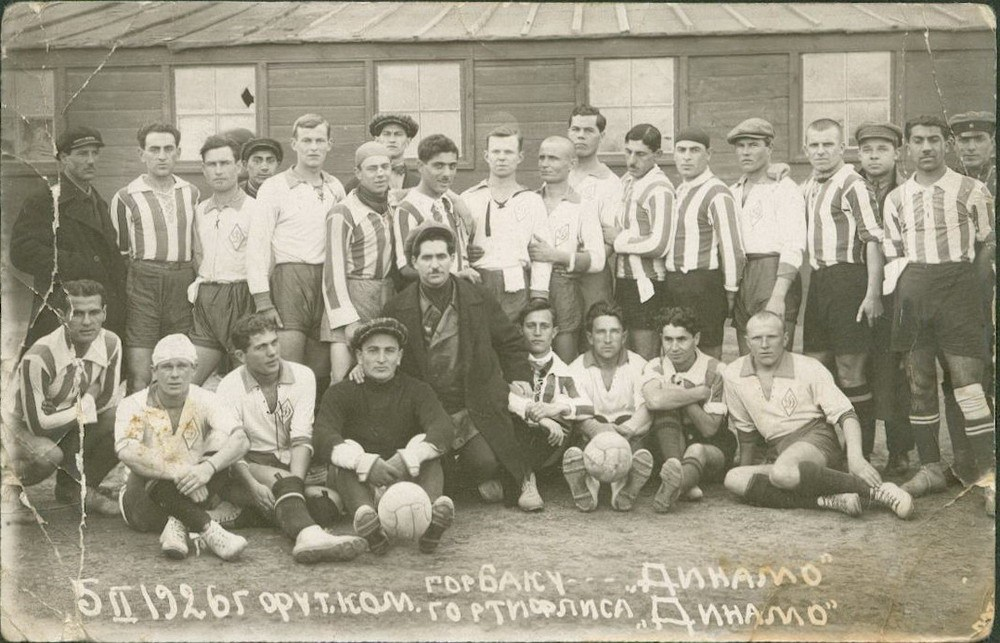
Integrantes del Dinamo Tbilisi y Dinamo Bakú el 5 de febrero de 1926.

La historia del FC Dinamo Tbilisi se inició en el otoño de 1925, cuando la sociedad deportiva Dinamo se propuso formar un club de fútbol, en un momento en el que ese deporte poco a poco fue convirtiéndose en uno de los más populares en el mundo. En 1927, el FC Dinamo Tbilisi estableció un club infantil, el Norchi Dinamoeli (joven Dinamo). El club dio siempre al FC Dinamo Tbilisi muchos jugadores jóvenes talentosos, incluyendo el primer portero que jugó en el Dinamo en el campeonato de la URSS, el primer capitán (Shota Savgulidze), el defensor (Mijaíl Minaev), el delantero (Vladimer Berdzenishvili) y otros jugadores famosos.
En los primeros años en Georgia no existía ningún campeonato oficial de fútbol, por lo que los equipos solo podían disputar partidos amistosos unos contra otros. El primer partido se jugó con el Dinamo Bakú de Azerbaiyán el 26 de enero de 1926 y el equipo de Azerbaiyán, con más experiencia, ganó 1-0. El equipo del Dinamo alineó aquel día a D.Tsomaia, A.Pochkhua, M.Blackman, I.Foidorov, N.Anakin, A.Gonel, A.Pivovarov, O.Goldobin, A.Galperin, S.Maslenikov y V.Tsomaia. Tres días después, el Dinamo jugó otro equipo de Azerbaiyán, el Progress y venció fácilmente por 3-0.
A pesar de su éxito en los años intermedios de la década de 1930, la Federación de Fútbol de la Unión Soviética incluyó al FC Dinamo Tbilisi en la segunda división del grupo de primavera, en lugar de la Soviet Top Liga, acabando en primer lugar y disputando la máxima categoría en otoño de 1936. El Dinamo continuó mostrándose en buena forma contra los mejores equipos, ganando 9-5 en Tbilisi ante uno de los grandes clubes del campeonato de la URSS, el Dynamo Moscú. Más tarde venció 3-2 al Dynamo Leningrado, finalizando en tercera posición.

### Antes y después de la Segunda Guerra Mundial
El segundo campeonato se inició en otoño de 1936. En total, el Dinamo jugó 1.424 partidos en el campeonato de la Unión Soviética. El primer partido fue contra el Dinamo de Kiev, terminando 2-2, con goles de Nikolas Somov y Boris Paichadze, en un partido en que el Dinamo Tbilisi formó con Dorokhov, Shavgulidze (Nikolaishvili), Berdzenishvili, Anakin, Jorbenadze, Gagua, Panin, Berdzenishvili, Paichadze, Aslamazov y Somov.
La primera victoria en el campeonato de la URSS fue en un partido contra el Spartak de Moscú el 25 de septiembre y Mijaíl Berdzenishvili anotó el gol de la victoria. El Dinamo terminó la temporada en 3ª posición y peleó por el título, pero este se desvaneció después de la derrota 2-3 contra Krasnaya Zorya de Leningrado. El Dinamo también jugó un partido inolvidable en Moscú con el Spartak en la Copa de la Unión Soviética en cuartos de final, cuando el Dinamo marcó tres goles en el tiempo de descuento, venciendo 6-3 al Spartak. Llegaron a la final de la Copa soviética, pero perdió 0-2 ante el Lokomotiv de Moscú. Su primer partido internacional fue contra el CD Baskonia español en 1937, que perdió el Dinamo 0-2.
En los años 1930 y 1940, el Dínamo fue uno de los mejores equipos de fútbol de la Unión Soviética, a pesar de que no ganó ningún título. Se refiere a menudo como los "campeones sin corona" con el equipo, incluyendo a Shavgulidze, Dorokhov, Shudra, Frolov, Berdzenishvili, Kiknadze, Panjukov, Berezhnoi, Gagua, Jorbenadze y Jejelava.
En la década de 1950, el equipo fue dirigido por Avtandil Gogoberidze, que estuvo 17 años con el Dinamo. Gogoberidze todavía tiene el récord de partidos jugados y goles para el Dinamo, con 341 partidos y 127 goles. En el mismo período, los siguientes jugadores eran las estrellas del Dinamo: Antadze, Marghania, Dziapshipa, Minaev, Zazroev, Eloshvili y Chkuaseli.
Un lugar prominente en la historia pertenece a Andro Jordania, un entrenador que se considera como una las figuras más importantes de la historia del club. Su período en el cargo a finales de la década de 1950 fue visto como "el renacimiento" de las tradiciones del Dinamo, que sentó las bases para los éxitos más importantes del club. El campo de entrenamiento del FC Dinamo, Digomi, lleva el nombre de esta leyenda del club.

### Primer éxito soviético (1964-1971)
El primer gran éxito llegó en 1964, cuando el Dinamo ganó el campeonato de la Unión Soviética, con el equipo invicto en los últimos 15 partidos. Al final, el Dinamo estaba empatado con el Torpedo de Moscú y los equipos jugaron un partido adicional en Taskent, Uzbekistán, que el Dinamo ganó 4-1. Los aficionados georgianos celebraron la victoria y nombraron a su equipo como "Los Chicos de Oro".
La popular revista francesa France Football escribió: "el equipo del Dinamo tiene grandes jugadores. Su técnica, habilidades e inteligencia nos permite nombrarlos como los mejores representantes orientales de las tradiciones del fútbol de América del Sur. Si el Dinamo fuese capaz de participar en la Copa de Europa de clubes, estamos seguros, que terminaría con la hegemonía del fútbol español e italiano". Sin embargo, ningún equipo soviético apareció en la Copa de Europa en ese momento.
El equipo que ganó el Campeonato Soviético de 1964 estaba formado por Kotrikadze, Sichinava, Petriashvili, Zeinklishvili, Tskhovrebov, Rekhviashvili, Sichinava, Iamanidze, Metreveli, Barkaia, Meskhi, Datunashvili y Apshiev, entrenados por Gavril Kachalin.
A finales de 1960 y principios de 1970, la calidad del equipo de Dinamo se vio reforzada por varios jugadores expertos, como el legendario Mikheil Meskhi, Slava Metreveli, el capitán del equipo nacional de la Unión Soviética Murtaz Khurtsilava, Revaz Dzodzuashvili, Kakhi Asatiani, Gocha Gavasheli, Guram Petriashvili, Piruz Kanteladze y los hermanos Nodia.

### Irrupción en fútbol europeo (1972-1979)
El debut europeo del Dinamo fue en 1972 contra el Twente Enschede holandés en la Copa de la UEFA. El Dinamo ganó 3-2, con dos goles de Givi Nodia y uno de David Kipiani. La primera alineación del Dinamo en el histórico partido estuvo compuesta por Gogia, Revaz Dzodzuashvili, Chelidze, Murtaz Khurtsilava, Shota Khinchagashvili, Petriashvili, Manuchar Machaidze, Kakhi Asatiani, Vladimir Gutsaev, Givi Nodia, L. Nodia y David Kipiani.
En 1973, el Dinamo ganó su primer torneo amistoso internacional tras vencer al Atlético de Madrid y al Benfica, uno de los mejores equipos de la época, el Dinamo ganó el trofeo Colombino.
En 1976, Nodar Akhalkatsi (futuro Presidente de la Federación Georgiana de Fútbol) fue designado como entrenador del Dinamo. Fue bajo su dirección que el equipo logró su mayor éxito con el Dinamo. El club fue conocido como el "gran equipo" entre 1976-1982, caracterizado por un estilo móvil, rápido y técnico del juego.
En este periodo, el Dinamo ganó el título de la Copa Soviética en 1976, derrotando al Ararat Ereván armenio por 3-0, con goles marcados por David Kipiani, Piruz Kanteladze y Revaz Chelebadze. El equipo logró el mismo éxito en 1979 cuando derrotaron al Dynamo Moscú 5-4 en los penaltis. También ganó la Soviet Top Liga por segunda vez en 1978. En 1979, el club jugó su primer partido en la Copa de Europa, derrotando al Liverpool FC, pero fue eliminado por el Hamburger SV en la siguiente ronda.

### Últimos años del fútbol soviético (1981-1989)
El punto culminante de la historia del Dinamo fue el 13 de mayo de 1981 cuando derrotó al FC Carl Zeiss Jena en la final de la Recopa por 2:1 en Düsseldorf y llevó su primer título internacional a Tbilisi. Fue una celebración, no solo para el equipo, sino para toda la República de Georgia. Anteriormente, el Dinamo había eliminado al Kastoria FC griego, al Waterford FC irlandés, West Ham United en cuartos de final y al Feyenoord de Rótterdam en las semifinales. En el partido de ida ante el Feyenoord, el Dinamo cerró su pase en Tbilisi al vencer por 3-0, pese a que los holandeses vencieron 2-0 en el partido de vuelta en De Kuip y ajustaron la eliminatoria.

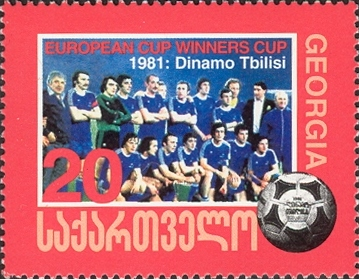
El Dinamo Tbilisi campeón de la Recopa de Europa 1981, en un sello oficial de Georgia de 2002.

En la gran final, el Dinamo tuvo que remontar el gol inicial de Gerhard Hoppe para el Carl Zeiss Jena de Alemania del Este en el minuto 63. Vladimir Gutsaev cuatro minutos después, y Vitaly Daraselia, a falta de cuatro minutos para el final, dieron el primer título europeo al Dinamo. La final se disputó en el Rheinstadion y es recordada por la poca afluencia de público que generó. Solo 4.750 espectadores acudieron al partido en el Rheinstadion de Düsseldorf, pese a que algunas fuentes aseguraron que fueron 9.000 aficionados.
Helmut Schön, el entrenador ganador en la Copa Mundial de 1974, dijo: "Directamente, el Dinamo merecía la victoria. Este equipo cuenta con artistas de primera calidad".
En 1982 el Dinamo pudo repetir el éxito en una nueva edición de la Recopa de Europa. El equipo georgiano eliminó al Grazer AK austríaco, al SC Bastia y al Legia Varsovia en los cuartos de final. Sin embargo, el Standard de Lieja belga eliminó al Dinamo por sendos 1-0 y Jos Daerden fue el autor de los goles anotados tanto en la ida como en la vuelta. En la década de 1980 aparecieron numerosos jugadores expertos en el equipo, pero por diversas razones no fueron capaces de rendir lo mejor posible como Grigol Tsaava, Mikheil Meskhi (hijo), Otar Korghalidze, Gia Guruli, Mamuka Pantsulaia, Merab Zhordania o Levan Baratashvili destacaron por encima del resto.
A partir de 1983 se inició una etapa de crisis. El club encontró muchas dificultades para clasificarse para las primeras rondas de la Copa Soviética. También tuvo un pobre desempeño en el campeonato de liga. De 1983 a 1989, el equipo apareció solo una vez en los torneos de la UEFA.
El Dinamo Tbilisi jugó su último partido en la Soviet Top Liga el 27 de octubre de 1989 contra el Dynamo Kiev. De hecho, jugó su primer y último partidos oficial en el campeonato de la Unión Soviética con el Dynamo Kiev y ambos terminaron 2:2.

### Independencia y dominio nacional (1990 - presente)
En 1990, la Federación Georgiana de Fútbol se negó a participar en el campeonato de la Unión Soviética. Eso significaba que ningún club geogiano participaría en torneos soviéticos de fútbol. A partir de ese momento comenzó la historia reciente tras la independencia georgiana del FC Dinamo Tbilisi.
El club jugó su primer partido en el campeonato nacional de liga de Georgia, la Umaglesi Liga, contra la Kolkheti Poti, el 30 de marzo de 1990. El Dinamo perdió el histórico partido, 0-1. En última instancia el club se recuperó de ese revés y ganó el primer campeonato nacional de Georgia, imponiendo un dominio total del fútbol georgiano al hacerse con los siguientes nueve campeonatos de forma consecutiva.
En 1993 el club consiguió su primer doblete, la Copa y la liga de Georgia. En 1993, el Dinamo jugó su primer partido oficial internacional que representaba a la Georgia independiente. El Dinamo ganó el partido en casa contra el Linfield Football Club 2-1, con goles de Shota Arveladze y Gela Inalishvili. El partido de vuelta en Belfast terminó 1-1. Sin embargo, se alegó posteriormente que el club había intentado sobornar a los árbitros del partido y el club fue expulsado del torneo y suspendido por dos años para torneos de la UEFA. El Dinamo Tbilisi continuó ganando los campeonatos de Georgia y una Copa de Georgia, pero no tuvo éxito en los torneos de clubes europeos.
En 1996 el Dinamo logró pasar tres rondas en la Copa de la UEFA, eliminando al CS Grevenmacher de Luxemburgo, Molde FK y Torpedo de Moscú. En la siguiente ronda el club no pudo superar al Boavista FC portugués y fue eliminado del torneo. Este fue el mejor resultado del Dinamo Tbilisi en competiciones europeas tras la independencia. Más tarde, muchos de sus mejores futbolistas ficharon por equipos europeos, por lo que el club tuvo muchas dificultades para ganar el Campeonato de Georgia o la Copa de Georgia.

## Uniforme
- Uniforme titular: Camiseta azul, pantalón azul y medias azules.
- Uniforme alternativo: Camiseta blanca, pantalón azul y medias blancas.
- Patrocinadores: Adidas y Private Bank.

## Estadio
El estadio donde juega es el Boris Paichadze, con capacidad para 55 000 espectadores sentados. La construcción del estadio terminó en 1976, después de diez años de trabajos. Un gran grupo de arquitectos, bajo la supervisión del especialista georgiano Gia Kurdiani, trabajó en el proyecto.
Anteriormente, en lugar del estadio Dinamo, había un estadio más pequeño, con una capacidad máxima de 35 000 espectadores. La demanda de un nuevo y más grande estadio había aumentado debido a las buenas actuaciones del Dinamo Tbilisi. Al tratarse del período comunista de Georgia, cuando cada problema tenía que ser resuelto por el órgano de gobierno supremo de la Unión Soviética, el líder y primer secretario del Partido Comunista de Georgia, Eduard Shevardnadze, fue capaz de persuadir a su homólogo de Moscú, para convencerlo de la necesidad de construir un estadio en Georgia más grande y mejor para los partidos como local del Dinamo. El estadio que fue construido —el actual Boris Paichadze—, contaba con una capacidad para 78 000 aficionados, por lo que se situaba como el tercero más grande de la Unión Soviética, y cumplía con todas las normas y requisitos de la Federación de Fútbol Soviética, así como de la UEFA.

## Jugadores
Categoría principal: Futbolistas del Football Club Dinamo Tbilisi

### Jugadores destacados

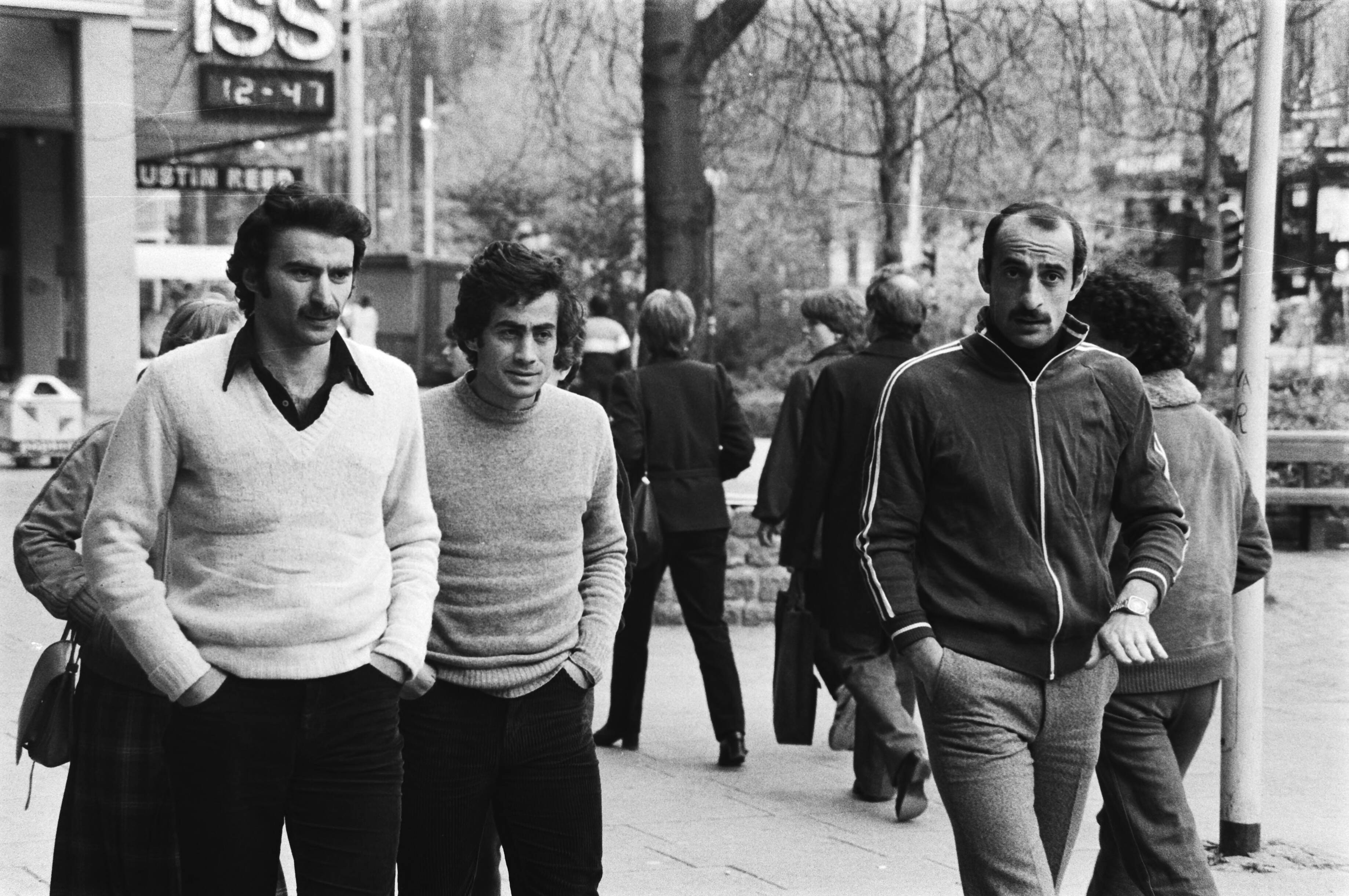
Aleksandr Chivadze, Vladimir Gutsaev y David Kipiani en 1981.

| - Kakhi Asatiani - Aleksandr Chivadze - Avtandil Chkuaseli - Vitaly Daraselia - Revaz Dzodzuashvili - Otari Gabelia - Valery Gazzaev - Vladimir Gutsaev - Anzor Kavazashvili - Shota Khinchagashvili - Nodar Khizanishvili - Murtaz Khurtsilava - David Kipiani - Vakhtang Koridze - Tamaz Kostava - Sergei Kutivadze - Manuchar Machaidze | - Mikheil Meskhi - Slava Metreveli - Givi Nodia - Ramaz Shengelia - Tengiz Sulakvelidze - Guram Tskhovrebov - Ramaz Urushadze - Omari Tetradze - Akhrik Tsveiba - Kakhaber Tskhadadze - Shota Arveladze - Giorgi Demetradze - Alexander Iashvili - Kakhaber Kaladze - Temuri Ketsbaia - Georgi Kinkladze - Levan Kobiashvili |

## Palmarés

### Torneos nacionales (44)
Ligas Nacionales: 21
- Umaglesi Liga/Erovnuli Liga (19): 1990, 1991, 1992, 1993, 1994, 1995, 1996, 1997, 1998, 1999, 2003, 2005, 2008, 2013, 2014, 2016, 2019, 2020, 2022

- Primera División de la Unión Soviética (2): 1964, 1979

- Primera Liga Soviética (2): 1964, 1978
  - Primera Liga Soviética (Segunda División): 1936

Copas nacionales: 15
- Copa de la URSS (2): 1976, 1979

- Copa de Georgia (13): 1992, 1993, 1994, 1995, 1996, 1997, 2003, 2004, 2009, 2013, 2014, 2015, 2016

Supercopas nacionales: 8
- Supercopa de Georgia (8): 1996, 1997, 1999, 2005, 2008, 2014, 2015, 2021

### Títulos internacionales (1)
- Recopa de Europa (1): 1981.

## Participación en competiciones de la UEFA
| Temporada | Torneo                             | Ronda            | Club                        | Casa | Visita      |
| --------- | ---------------------------------- | ---------------- | --------------------------- | ---- | ----------- |
| 1972–73   | Copa de la UEFA                    | 1/32             | FC Twente                   | 3–2  | 0–2         |
| 1973–74   | Copa de la UEFA                    | 1/32             | PFC Slavia Sofia            | 4–1  | 0–2         |
| 1973–74   | Copa de la UEFA                    | 1/16             | OFK Belgrado                | 3–0  | 5–1         |
| 1973–74   | Copa de la UEFA                    | 1/8              | Tottenham Hotspur           | 1–1  | 1–5         |
| 1976–77   | Recopa de Europa                   | 1/16             | Cardiff City                | 3–0  | 0–1         |
| 1976–77   | Recopa de Europa                   | 1/8              | MTK Budapest F. C.          | 1–4  | 0–1         |
| 1977–78   | Copa de la UEFA                    | 1/32             | Internazionale              | 0–0  | 1–0         |
| 1977–78   | Copa de la UEFA                    | 1/16             | KB                          | 2–1  | 4–1         |
| 1977–78   | Copa de la UEFA                    | 1/8              | Grasshopper                 | 1–0  | 0–4         |
| 1978–79   | Copa de la UEFA                    | 1/32             | SSC Napoli                  | 2–0  | 1–1         |
| 1978–79   | Copa de la UEFA                    | 1/16             | Hertha BSC                  | 1–0  | 0–2         |
| 1979–80   | Copa de Europa                     | 1/16             | Liverpool FC                | 3–0  | 1–2         |
| 1979–80   | Copa de Europa                     | 1/8              | Hamburgo SV                 | 2–3  | 1–3         |
| 1980–81   | Recopa de Europa                   | 1/16             | Kastoria FC                 | 2–0  | 0–0         |
| 1980–81   | Recopa de Europa                   | 1/8              | Waterford United            | 4–0  | 1–0         |
| 1980–81   | Recopa de Europa                   | 1/4              | West Ham United             | 0–1  | 4–1         |
| 1980–81   | Recopa de Europa                   | 1/2              | Feyenoord                   | 3–0  | 0–2         |
| 1980–81   | Recopa de Europa                   | Final            | Carl Zeiss Jena             | X    | 2–1         |
| 1981–82   | Recopa de Europa                   | 1/16             | Grazer AK                   | 2–0  | 2–2         |
| 1981–82   | Recopa de Europa                   | 1/8              | SC Bastia                   | 3–1  | 1–1         |
| 1981–82   | Recopa de Europa                   | 1/4              | Legia Warszawa              | 1–0  | 1–0         |
| 1981–82   | Recopa de Europa                   | 1/2              | Standard Lieja              | 0–1  | 0–1         |
| 1982–83   | Copa de la UEFA                    | 1/32             | SSC Napoli                  | 2–1  | 0–1         |
| 1987–88   | Copa de la UEFA                    | 1/32             | PFC Lokomotiv Sofia         | 3–0  | 1–3         |
| 1987–88   | Copa de la UEFA                    | 1/16             | Victoria                    | 2–1  | 0–0         |
| 1987–88   | Copa de la UEFA                    | 1/8              | Werder Bremen               | 1–1  | 1–2         |
| 1993–94   | Liga de Campeones de la UEFA       | Clasificatoria 1 | Linfield F. C.              | 2–1  | 1–1         |
| 1994–95   | Copa de la UEFA                    | Clasificatoria 1 | F. C. Universitatea Craiova | 2–0  | 2–1         |
| 1994–95   | Copa de la UEFA                    | 1/32             | F. C. Tirol Innsbruck       | 1–0  | 1–5         |
| 1995–96   | Copa de la UEFA                    | Clasificatoria 1 | PFC Botev Plovdiv           | 0–1  | 0–1         |
| 1996–97   | Copa de la UEFA                    | Clasificatoria 1 | CS Grevenmacher             | 4–0  | 2–2         |
| 1996–97   | Copa de la UEFA                    | Clasificatoria 2 | Molde F. K.                 | 2–1  | 0–0         |
| 1996–97   | Copa de la UEFA                    | 1/32             | Torpedo Moscú               | 1–1  | 1–0         |
| 1996–97   | Copa de la UEFA                    | 1/16             | Boavista F. C.              | 1–0  | 0–5         |
| 1997–98   | Liga de Campeones de la UEFA       | Clasificatoria 1 | Crusaders F. C.             | 5–1  | 3–1         |
| 1997–98   | Liga de Campeones de la UEFA       | Clasificatoria 2 | Bayer 04 Leverkusen         | 1–0  | 1–6         |
| 1997–98   | Copa de la UEFA                    | 1/32             | MPKC Mozyr                  | 1–0  | 1–1         |
| 1997–98   | Copa de la UEFA                    | 1/16             | SC Braga                    | 0–1  | 0–4         |
| 1998–99   | Liga de Campeones de la UEFA       | Clasificatoria 1 | Vllaznia Shkodër            | 3–0  | 1–3         |
| 1998–99   | Liga de Campeones de la UEFA       | Clasificatoria 2 | Athletic Club               | 2–1  | 0–1         |
| 1998–99   | Copa de la UEFA                    | 1/32             | Willem II                   | 0–3  | 0–3         |
| 1999–00   | Liga de Campeones de la UEFA       | Clasificatoria 1 | Zimbru Chişinău             | 2–1  | 0–2         |
| 2000      | Copa Intertoto de la UEFA          | 1                | Standard Lieja              | 2–2  | 1–1         |
| 2001–02   | Copa de la UEFA                    | Clasificatoria 1 | BATE Borisov                | 2–1  | 0–4         |
| 2002–03   | Copa de la UEFA                    | Clasificatoria 1 | TVMK                        | 4–1  | 1–0         |
| 2002–03   | Copa de la UEFA                    | Clasificatoria 2 | Slovan Liberec              | 0–1  | 2–3         |
| 2003–04   | Liga de Campeones de la UEFA       | Clasificatoria 1 | KF Tirana                   | 3–0  | 0–3         |
| 2004–05   | Copa de la UEFA                    | Clasificatoria 1 | BATE Borisov                | 1–0  | 3–2         |
| 2004–05   | Copa de la UEFA                    | Clasificatoria 2 | Slavia Praga                | 2–0  | 1–3         |
| 2004–05   | Copa de la UEFA                    | Clasificatoria 3 | Wisła Cracovia              | 2–1  | 3–4         |
| 2004–05   | Copa de la UEFA                    | Fase de grupos   | F. C. Sochaux               | 0–2  | -           |
| 2004–05   | Copa de la UEFA                    | Fase de grupos   | Newcastle United            | -    | 0–2         |
| 2004–05   | Copa de la UEFA                    | Fase de grupos   | Sporting Lisboa             | 0–4  | -           |
| 2004–05   | Copa de la UEFA                    | Fase de grupos   | Panionios                   | -    | 2–5         |
| 2005–06   | Liga de Campeones de la UEFA       | Clasificatoria 1 | F. C. Levadia               | 2–0  | 0–1         |
| 2005–06   | Liga de Campeones de la UEFA       | Clasificatoria 2 | Brøndby IF                  | 0–2  | 1–3         |
| 2006      | Copa Intertoto de la UEFA          | 1                | Kilikia F. C.               | 3–0  | 5–1         |
| 2006      | Copa Intertoto de la UEFA          | 2                | S. V. Ried                  | 0–1  | 1–3         |
| 2007–08   | Copa de la UEFA                    | Clasificatoria 1 | F. C. Vaduz                 | 2–0  | 0–0         |
| 2007–08   | Copa de la UEFA                    | Clasificatoria 2 | Rapid Viena                 | 0–3  | 0–5         |
| 2008–09   | Liga de Campeones de la UEFA       | Clasificatoria 1 | NSÍ Runavík                 | 3–0  | 0–1         |
| 2008–09   | Liga de Campeones de la UEFA       | Clasificatoria 2 | Panathinaikos F. C.         | 0–0  | 0–3         |
| 2009-10   | Liga Europa de la UEFA             | Clasificatoria 2 | FK Liepājas Metalurgs       | 3–1  | 1–2         |
| 2009-10   | Liga Europa de la UEFA             | Clasificatoria 3 | Estrella Roja de Belgrado   | 2–0  | 2–5         |
| 2010–11   | Liga Europa de la UEFA             | Clasificatoria 1 | F. C. Flora Tallin          | 2–1  | 0–0         |
| 2010–11   | Liga Europa de la UEFA             | Clasificatoria 2 | Gefle IF                    | 2–1  | 2–1         |
| 2010–11   | Liga Europa de la UEFA             | Clasificatoria 3 | Sturm Graz                  | 1–1  | 0–2         |
| 2011–12   | Liga Europa de la UEFA             | Clasificatoria 1 | F. C. Milsami               | 2–0  | 3–1         |
| 2011–12   | Liga Europa de la UEFA             | Clasificatoria 2 | Llanelli A. F. C.           | 5–0  | 1–2         |
| 2011–12   | Liga Europa de la UEFA             | Clasificatoria 3 | KR                          | 2–0  | 4–1         |
| 2011–12   | Liga Europa de la UEFA             | Play-Off         | AEK Atenas F. C.            | 1–1  | 0–1         |
| 2013–14   | Liga de Campeones de la UEFA       | Clasificatoria 2 | EB/Streymur                 | 6–1  | 3–1         |
| 2013–14   | Liga de Campeones de la UEFA       | Clasificatoria 3 | Steaua de București         | 0–2  | 1–1         |
| 2013–14   | Liga Europa de la UEFA             | Play-Off         | Tottenham Hotspur           | 0–5  | 0–3         |
| 2014-15   | Liga de Campeones de la UEFA       | Clasificatoria 2 | FC Aktobe                   | 0-1  | 0-3         |
| 2015-16   | Liga Europa de la UEFA             | Clasificatoria 1 | FK Qäbälä                   | 2-1  | 0-2         |
| 2016-17   | Liga de Campeones de la UEFA       | Clasificatoria 2 | Alashkert F. C.             | 2-0  | 1–1         |
| 2016-17   | Liga de Campeones de la UEFA       | Clasificatoria 3 | GNK Dinamo Zagreb           | 0–1  | 0-2         |
| 2016-17   | Liga Europa de la UEFA             | Play-Off         | PAOK Salónica               | 0–3  | 0–2         |
| 2018-19   | Liga Europa de la UEFA             | Clasificatoria 1 | Dunajská Streda             | 1–2  | 1–1         |
| 2019-20   | Liga Europa de la UEFA             | Clasificatoria 1 | Engordany                   | 6–0  | 1–0         |
| 2019-20   | Liga Europa de la UEFA             | Clasificatoria 2 | FK Qäbälä                   | 3–0  | 2–0         |
| 2019-20   | Liga Europa de la UEFA             | Clasificatoria 3 | Feyenoord                   | 1–1  | 0–4         |
| 2020-21   | Liga de Campeones de la UEFA       | Clasificatoria 1 | K. F. Tirana                | 0–2  | -           |
| 2020-21   | Liga Europa de la UEFA             | Clasificatoria 2 | Connah's Quay Nomads F. C.  | -    | 1–0         |
| 2020-21   | Liga Europa de la UEFA             | Clasificatoria 3 | KÍ                          | -    | 1–6         |
| 2021-22   | Liga de Campeones de la UEFA       | Clasificatoria 1 | Neftchi Baku                | 1–2  | 1–2         |
| 2021-22   | Liga Europa Conferencia de la UEFA | Clasificatoria 2 | Maccabi Haifa               | 1–2  | 1–5         |
| 2022-23   | Liga Europa Conferencia de la UEFA | Clasificatoria 1 | Paide Linnameeskond         | 2-3  | 2-1 (5-6 p) |
| 2023-24   | UEFA Champions League              | Clasificatoria 1 | FC Astana                   | 1-2  | 1-1         |
| 2023-24   | UEFA Europa Conference League      | Clasificatoria 2 | Ħamrun Spartans FC          | 0-1  | 1-2         |
| 2024-25   | Liga Europa Conferencia de la UEFA | Clasificatoria 1 | FK Mornar                   | 1-1  | 1-2         |

#### Por competición
Nota: En negrita competiciones activas.
| Competición                         | Temp. | PJ  | PG | PE | PP | GF  | GC  | Dif. | Puntos | Mejor posición |
| ----------------------------------- | ----- | --- | -- | -- | -- | --- | --- | ---- | ------ | -------------- |
| Liga de Campeones de la UEFA        | 14    | 41  | 14 | 5  | 22 | 54  | 61  | -7   | 47     | –              |
| Liga Europa de la UEFA              | 24    | 100 | 45 | 15 | 40 | 136 | 152 | -16  | 150    | –              |
| Liga Europa Conferencia de la UEFA  | 4     | 6   | 1  | 1  | 6  | 9   | 16  | -7   | 4      | –              |
| Recopa de Europa de la UEFA         | 3     | 21  | 11 | 3  | 7  | 30  | 17  | +13  | 36     | Campeón        |
| Copa Intertoto de la UEFA           | 2     | 6   | 2  | 2  | 2  | 12  | 8   | +4   | 8      | –              |
| Total                               | 47    | 176 | 73 | 26 | 77 | 241 | 255 | -14  | 245    | 1 título       |
| Actualizado a la Temporada 2024-25. |       |     |    |    |    |     |     |      |        |                |

## Entrenadores
| Nombre                  | Periodo   |
| ----------------------- | --------- |
| Grigol Pachulia         | 1935–1936 |
| Jules Limbeck           | 1936–1937 |
| Aleksey Sokolov         | 1937–1939 |
| Mijaíl Butusov          | 1939–1940 |
| Mijaíl Minaev           | 1940      |
| Pyotr Filippov          | 1940      |
| Asir Galperin           | 1942–1945 |
| Aleksey Sokolov         | 1943–1944 |
| Andro Jordania          | 1945–1947 |
| Mikheil Berdzenishvili  | 1948      |
| Mijaíl Minaev           | 1949      |
| Aleksey Sokolov         | 1949–1950 |
| Mijaíl Yakushin         | 1950–1953 |
| Boris Paichadze         | 1953–1954 |
| Grigol Gagua            | 1954      |
| Andro Jordania          | 1955      |
| Gaioz Jejelava          | 1956–1957 |
| Vasily Sokolov          | 1958      |
| Andro Jordania          | 1959–1961 |
| Avtandil Gogoberidze    | 1961      |
| Nestor Chkhatarashvili  | 1962      |
| Mijaíl Yakushin         | 1962–1964 |
| Gavriil Kachalin        | 1964–1965 |
| Aleksandre Kotrikadze   | 1966      |
| Viacheslav Soloviov     | 1967–1968 |
| Givi Chokheli           | 1969–1970 |
| Gavriil Kachalin        | 1971–1972 |
| Alexander Kotrikadze    | 1973      |
| Givi Chokheli           | 1974      |
| Mijaíl Yakushin         | 1974–1975 |
| Nodar Akhalkatsi        | 1976–1983 |
| David Kipiani           | 1984–1985 |
| Alexander Kotrikadze    | 1985      |
| Nodar Akhalkatsi        | 1985–1986 |
| Kakhi Asatiani          | 1987      |
| German Zonin            | 1987–1988 |
| / David Kipiani         | 1988–1991 |
| Revaz Dzodzuashvili     | 1992      |
| Givi Nodia              | 1992–1994 |
| Temur Chkhaidze         | 1994      |
| Sergo Kutivadze         | 1994–1995 |
| Vaja Jvania             | 1995      |
| David Kipiani           | 1995–1997 |
| Nodar Akobia            | 1998      |
| Murtaz Khurtsilava      | 1998–1999 |
| Johan Boskamp           | 1999      |
| Otar Korghalidze        | 1999–2000 |
| Jemal Chimakadze        | 2000      |
| Revaz Arveladze         | 2000–2001 |
| Gocha Tkebuchava        | 2001      |
| Givi Nodia              | 2001      |
| Ivo Šušak               | 2002–2004 |
| Gia Geguchadze          | 2004–2005 |
| Khvicha Kasrashvili     | 2005      |
| Kakhaber Tskhadadze     | 2005–2006 |
| Andrei Chernyshov       | 2006      |
| Kakhaber Kacharava      | 2006      |
| Dušan Uhrin             | 2006–2008 |
| Rainer Zobel            | 2008–2009 |
| Kakhaber Kacharava      | 2009–2010 |
| Tamaz Samkharadze       | 2010      |
| Kakhaber Kacharava      | 2011      |
| Alex Garcia             | 2011–2012 |
| Giorgi Devdariani       | 2012      |
| Nestor Mumladze         | 2012      |
| Dušan Uhrin, Jr.        | 2012–2013 |
| Malkhaz Zhvania         | 2013–2014 |
| Michal Bílek            | 2014      |
| Kakhaber Gogichaishvili | 2014–2015 |
| Gia Geguchadze          | 2015–2016 |
| Juraj Jarábek           | 2016      |
| Vyacheslav Hroznyi      | 2016–2017 |
| Kakhaber Kacharava      | 2017–2018 |
| Zaur Svanadze           | 2018      |
| Félix Vicente           | 2019      |
| Kakhaber Chkhetiani     | 2020      |
| Xisco                   | 2020      |
| Giorgi Nemsadze         | 2020-2021 |
| Kakhaber Tskhadadze     | 2021-     |